# Dhanwar
Dhanwar è una suddivisione dell'India, classificata come census town, di 7.935 abitanti, situata nel distretto di Giridih, nello stato federato del Jharkhand. In base al numero di abitanti la città rientra nella classe V (da 5.000 a 9.999 persone).

## Geografia fisica
La città è situata a 24° 25' 0 N e 85° 58' 60 E e ha un'altitudine di 335 m s.l.m..

## Società

### Evoluzione demografica
Al censimento del 2001 la popolazione di Dhanwar assommava a 7.935 persone, delle quali 4.070 maschi e 3.865 femmine. I bambini di età inferiore o uguale ai sei anni assommavano a 1.300, dei quali 651 maschi e 649 femmine. Infine, coloro che erano in grado di saper almeno leggere e scrivere erano 5.113, dei quali 2.983 maschi e 2.130 femmine.